# Robert Abernathy
Robert Abernathy (n. 1924 – d. 1990) a fost un scriitor american de literatură științifico-fantastică în perioada '40- '50. Este cunoscut pentru povestirile sale scurte publicate în numeroase reviste pulp (literatură de chioșc) în perioada Epoca de aur a științifico-fantasticului (Golden Age of Science Fiction). Numeroase din povestirile sale au fost incluse în mai multe antologii de science fiction clasic.

## Povestiri (selecție)
- "Peril of the Blue World" în revista Planet Stories, iarna 1942
- "The Canal Builders" în revista Astounding, ianuarie 1945
- "Heritage" (nuvelă) în revista Astounding, iunie 1947
- "Strange Exodus" în revista Planet Stories, 1950
- "The Rotifers" în revista if, martie 1953
- "Axolotl" (publicată și sub denumirea "Deep Space") în revista F&SF, ianuarie 1954
- "Heirs Apparent" (nuvelă) în revista F&SF, iunie 1954
- "Pyramid" (nuvelă) în revista Astounding, iulie 1954
- "Single Combat" în revista F&SF, ianuarie 1955
- "Junior" în revista Galaxy, ianuarie 1956
- "Grandma's Lie Soap" în revista Fantastic Universe, februarie 1956